# 江孟芝
江孟芝（1986年12月20日—），生於屏東縣屏東市[A]，是一位畢業於國立臺灣師範大學美術系設計組的臺灣設計從業人員，同時也是作者、教育工作者。著有個人自傳《不認輸的骨氣》一書，於2018年出版。

## 個人背景

### 家庭
江孟芝的爸爸曾在中國國民黨屏東市黨部工作過，1992年退休後，在家專心準備考中醫師特考，但一直未能如願。由於父親曾經幫朋友作保，導致家裡負債2、3百萬元，老家一度被法院查封，夫妻因經濟問題而感情失和，但是雙親未簽字離婚。因此江孟芝的媽媽開始做保險獨立撫養養包含江孟芝在內的三個小孩，家境清苦。

### 婚姻
江孟芝丈夫是林宥成出身於屏東縣。兩人都是畢業於國立屏東高級中學，但就讀期間尚未相識。而是到臺北念書時，因屏友會活動認識，才開始交往。2010年江孟芝赴美國視覺藝術學院讀書，並於2012年林宥成拿到教育部的留學獎學金來美國哥伦比亚大学攻讀生物學時，江孟芝已完成碩士學位。之後，林宥成拿到博士學位後，夫妻兩人都在紐約工作。

## 生平

### 早期生涯
國中時，江孟芝就讀屏東縣立中正國民中學普通班，平常看書自學美術。高中聯招時，拿到全額獎學金進入國立屏東高級中學美術班學習。在屏東高中時期，江在6個學期的成績都是班級第一名，領獎學金學雜費全免，減輕家裡的經濟壓力。高中畢業後，推甄進第一志願國立台灣師範大學美術系設計組，由於家裡經濟關係，她只能半工半讀，還接了三份家教。2009年大學畢業後，她邊工作存錢，準備出國考試。2011年，江孟芝獲教育部公費留學獎學金至紐約視覺藝術學院進修電腦藝術碩士學位，同時家裏借貸百萬元台幣出國，讓她一度失眠到罹患憂鬱症。
2012年，江爸在中風，江償還完百萬留學貸款後，至今持續支付大部分的江爸醫療費用。
2013年江孟芝在紐約視覺藝術學院以Paula Rhodes傑出成就獎畢業。

### 職業生涯

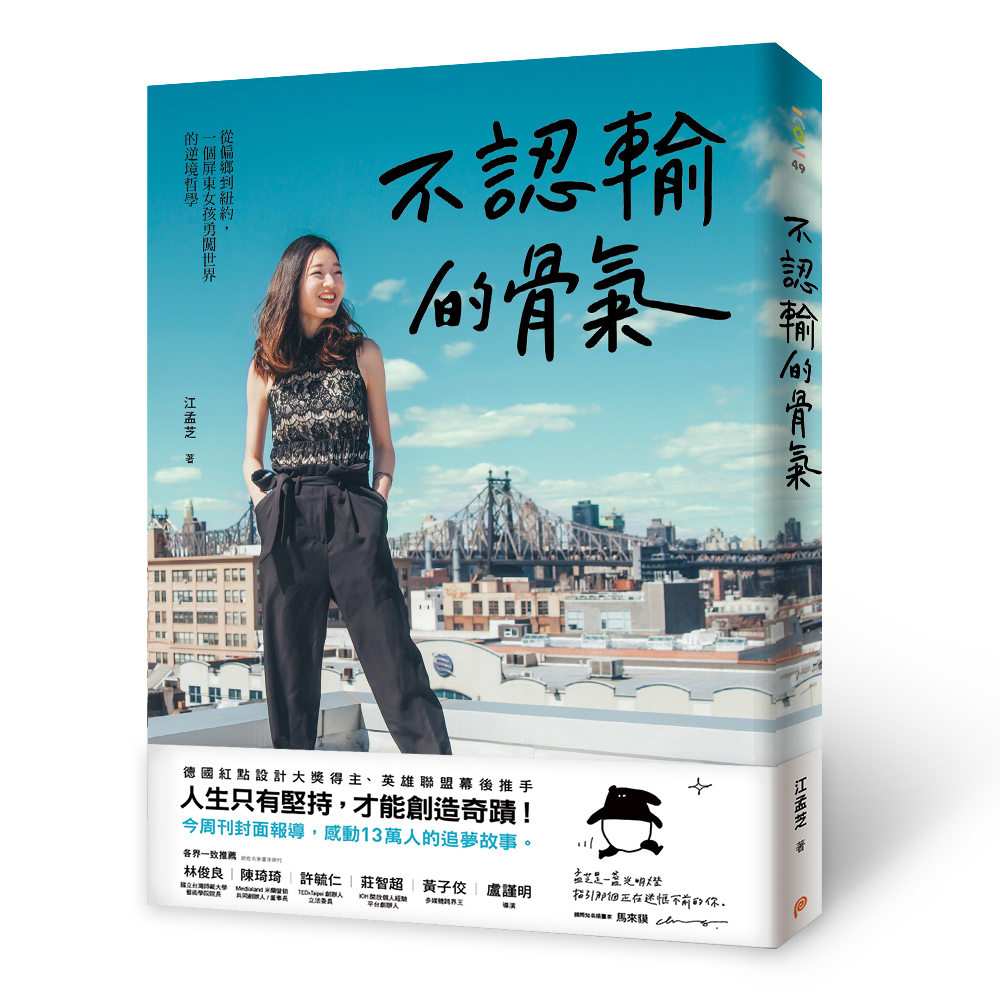
不認輸的骨氣

在美國曾擔任麥肯廣告全球總部的資深設計師，同時是夢界實驗設計工作室創意總監。2016年，開始在母校紐約視覺藝術學院（School of Visual Arts）電腦藝術研究所擔任兼課講師。
2018年5月，出版自傳《不認輸的骨氣》，訴說隻身闖紐約、還清3萬元留學貸款到成立工作室的過程。。

## 知名作品
其知名作品有2020全國中等學校運動會、國立集集美術館、「陌語莫語」、「英雄聯盟官網」、「紐約地鐵台灣觀光彩繪列車」，並獲得紅點設計大獎、A'國際設計大獎、流明獎、澳門雙年展等多座獎項。
但紅點是個商業獎，金牌與銀牌不只一個。只要肯花費金錢參賽，很容易有金牌與銀牌。
2018年10月，江孟芝為紐約地鐵S線設計台灣觀光彩繪列車，全車以桃紅色為主視覺，外觀採用當代藝術家優席夫所創作的原住民歡笑圖像，還有青色色帶代表台灣綿延的山脈與優美海岸線。車體內裝則以客家花布為背景，展示台灣的旅遊景點、離島、小鎮、人文及美食等觀光特色，天花板還附有台灣地圖。
2019年，觀光局新加坡辦事處為推廣台灣小鎮漫遊年主題，邀請江孟芝打造新加坡最大的3D公車廣告，突破傳統平面車體廣告窠臼，不僅融入燕尾脊閩南建築風格，更有燕巢寓以吉慶之家意涵，充滿濃濃台灣風情。江孟芝也將新加坡地鐵打造成為阿嬤家常見的經典懷舊浴室，帶入繽紛小石子磁磚浴缸、黃色小鴨玩具及鐵窗花美學等經典設計。同年在台灣設計展《超級南》，江孟芝呼應此次設計超市概念，將大家在賣場裡常見的好康傳單加以轉化，用最貼近生活的設計手法展現縣政成果，手繪而成九大縣政海報，呈現屏東不同特色NO.1。展覽中把傳單立體化，摺成超級縣政九大寶石，隨著雲霄推車環繞全場，象徵超級南的屏東向前進。
2020年屏東縣政府鼠年新春福袋「曙光升起」：是由江孟芝設計，「曙」諧音「鼠」，曙光代表破曉之光，比喻已經在望的美好前景。台灣領先全球防疫解封之際，也讓人看見2020逐漸升起的希望曙光。同年在全國中等學校運動會，江孟芝設計該屆主視覺識別系統設計、「全能驕仔」LINE動態貼圖、標語「屏屏挑戰，只為更好的自己」以及吉祥物「驕仔」，展現突破傳統賽事的做法。
2021年，全球疫情肆虐，江孟芝與「國家⼝罩隊」南六公司合作⽣產7款專屬屏東的⽔果⼝罩，有鳳梨、蓮霧、芒果、⽕龍果、⻄⽠、⾹蕉及檸檬，以公益性質出發，發放對象以低收⼊⼾及中低收⼊⼾、醫護⼈員及關懷據點的⻑者為優先。 公益⼝罩關懷弱勢，更⽀持農產品調，讓口罩變成時尚美學，防疫又能行銷物產，成為城市行銷的另個平台。但大眾使用者評價可說十分平淡，銷量也不好，從商業設計案追求的是市場肯定的角度，這個設計案其實是很失敗的。

## 爭議

### 國立集集美術館
2019年8月23日，國立集集美術館彩繪列車發表後不久，網友質疑石虎不像石虎爭議，設計師江孟芝解釋因採「極簡設計」，聲稱已看過許多相關資料以貓的型態「畫」的；觀光局說明會先將石虎彩繪圖案拿掉，待修改後再貼上新修圖案。其後網友在《批踢踢》八卦版發文踢爆，所謂的極簡設計石虎，根本是來自國外的付費圖庫，來源是俄羅斯插畫家卡佳·莫洛措娃（烏克蘭語：Катя Молодцова）繪製的“花豹”，並使用未授權的康熙字典體。卡佳·莫洛措娃出面回應，該圖案是「花豹」而非「石虎」，並於圖庫上販售約新台幣300元。對此江孟芝第一時間於深夜直播對誤用花豹圖庫道歉，並表示合法付費取得商用圖庫，部分網友亦說使用圖庫在設計界很常見。而使用未取得合法版權的康熙字典體，則會與列車上的花豹一併刪除修正。江孟芝對於未把關到細節、未增加元素，感到抱歉且自責，但這道歉文並未正面回應是否抄襲與是否有合法使用字體。
2019年8月28日，江孟芝針對外界的指控提出4點聲明，透過法律程序保障個人權利，並委由周宇修律師處理相關案件細節。
2019年8月29日，江孟芝捐出國立集集美術館的新台幣25萬元設計費，行政院農業委員會特有生物研究保育中心對該筆捐贈給予感謝狀。同年11月24日，江孟芝在Facebook發表致歉文。
江孟芝對評論該事件的四名網友提告妨害名譽，由於刑案仍在偵辦，因此另提新台幣50萬元的民事求償。2022年4月11日，臺灣臺北地方法院開庭審理，要求委任律師補充陳報四名網友侵害江孟芝名譽的具體事證。江孟芝的委任律師表示，委託人有意願談和解，已接觸其中二人，但因刑案告訴偵辦中，所以有意和四名網友共同談妥和解。

### 麟洋配燦笑圖
2021年8月3日，江孟芝於個人Facebook粉絲專頁上貼出號稱以購買自Gettyimages版權之圖像，一筆一筆不眠不休繪製，慶祝李洋與王齊麟獲得2020年夏季奧林匹克運動會羽毛球男子雙打比賽金牌之海報。卻被網友在《靠北設計師》爆料，該圖為未授權圖片，質疑在浮水印的情況下繪圖的合法性、使用繪圖軟體內建的「自動描圖」功能，並可在1分鐘內完成類似的風格插圖。對此江孟芝發文解釋，浮水印是測試時留下的，確認後已立刻購買版權，而此次購買非商業用途版權，符合使用範圍無需進階授權。而江孟芝會詢問「有人會想要這張海報嗎？」，只是希望公開給喜歡自行收藏。稱若媒體或網友惡意毀謗、轉載不實訊息，不排除採取法律行動，以澄清事實並維護設計師之權益。

### 聘為國立屏東大學大武山學院專業技術人員
2021年8月江孟芝聘為國立屏東大學大武山學院的專業技術人員，職務等級比照副教授。招聘過程疑似黑箱作業，疑點重重，包括：一、碩士學位、資格不符教育部制定的《大學聘任專業技術人員擔任教學辦法》，校方還特地放寬聘用條件，而且職位還是副教授；二、屏東大學在沒有聘過任何專技人員的情況下，於今年4月突然發出職缺公告，報名期限不到一個月；三、江孟芝和屏東大學教務長施百俊似乎熟識。

## 獎項
江孟芝作品《陌語莫語》獲得德國紅點設計大獎、美國國際設計大獎、Google Chrome創新實驗網站與英國流明獎等多項肯定，作品巡迴至世界展演2018年江孟芝受邀返鄉在屏東美術館舉辦個人特展「陌語症WORDIA」。
獎項
| 年份   | 作品                             | 獎項                                      | 結果   |
| ------ | -------------------------------- | ----------------------------------------- | ------ |
| 2021年 | 全中運在屏東                     | 義大利A’國際設計大獎 廣告、行銷與傳播類   | 銅獎   |
| 2021年 | 全中運在屏東                     | 荷蘭Indigo設計獎 角色設計類               | 銀獎   |
| 2021年 | 全中運在屏東                     | 荷蘭Indigo設計獎 標誌設計類               | 銀獎   |
| 2021年 | 台灣設計展「超級縣政」           | 德國IF設計大獎 廣告類                     | 金獎   |
| 2021年 | 屏東演武場                       | 美國IDA國際設計獎 品牌形象類              | 銅獎   |
| 2020年 | 屏東演武場                       | 德國紅點品牌與傳達設計大獎 標誌設計類     | 得獎   |
| 2020年 | 台灣設計展「超級縣政」海報       | 日本優良設計獎                            | 得獎   |
| 2020年 | 台灣設計展「超級縣政」海報       | 德國紅點品牌與傳達設計大獎                | 得獎   |
| 2020年 | 屏東縣鼠年新春福袋               | 美國愛馬仕創意大獎賀卡類                  | 金獎   |
| 2020年 | 新加坡3D台灣小鎮閩南建築公車廣告 | 義⼤利A國際設計⼤獎⼾外廣告類             | 銀獎   |
| 2020年 | 新加坡古早味阿嬤浴缸彩繪列車     | 紐約Muse創意⼤獎⼾外廣告類                | 銀獎   |
| 2020年 | 新加坡古早味阿嬤浴缸彩繪列車     | 美國高峰創意大獎                          | 銀獎   |
| 2019年 | 紐約地鐵台灣觀光彩繪列⾞         | 紐約Muse創意⼤獎⼾外廣告類                | 鉑⾦獎 |
| 2019年 | 紐約地鐵台灣觀光彩繪列⾞         | 美國⾼峰創意廣告⼤獎⼾外類                | 銀獎   |
| 2016年 | 《陌語莫語》數據視覺化互動介⾯   | 義⼤利A國際設計⼤獎資訊設計類             | 銅獎   |
| 2016年 | 《陌語莫語》數據視覺化互動介⾯   | 美國IDA國際設計獎多媒體互動類             | 銅獎   |
| 2015年 | 《陌語莫語》數據視覺化互動介⾯   | 澳⾨設計雙年展 職業組／多媒體互動及視頻類 | 銀獎   |
| 2015年 | 《陌語莫語》數據視覺化互動介⾯   | 德國紅點設計⼤獎 視覺傳達設計類           | 得獎   |

榮譽
| 年份   | 獎項                                  | 結果 |
| ------ | ------------------------------------- | ---- |
| 2019年 | 國立臺灣師範⼤學畢業典禮 校友專題演講 | 獲選 |

## 書籍
| 年份   | 書名                                                              | 出版社                           | ISBN               |
| ------ | ----------------------------------------------------------------- | -------------------------------- | ------------------ |
| 2018年 | 《不認輸的骨氣：從偏鄉到紐約，一個屏東女孩勇闖世界的逆境哲學》[A] | 皇冠文化集團：平裝本出版有限公司 | ISBN 9789869623636 |

## 展覽
| 年份   | 展覽                                     | 地點                                          | 城市                 |
| ------ | ---------------------------------------- | --------------------------------------------- | -------------------- |
| 2018年 | 陌語症 ─ 江孟芝特展                      | 屏東美術館                                    | 屏東, 台灣           |
| 2017年 | 再啟未來：互動科技展                     | Benjamin J. Dineen and Dennis C. Hull Gallery | 新澤西，美國         |
| 2017年 | 光年24：影像藝術投影展                   | 曼哈頓大橋                                    | 紐約，美國           |
| 2016年 | 陌語症 ─ 江孟芝2016個展                  | 藝風巷藝廊                                    | 台北, 台灣           |
| 2016年 | A’國際設計大獎特展                       | 傑出設計博物館                                | 科莫，義大利         |
| 2015年 | Al-Tiba9國際當代藝術博覽會               | 巴爾杜國家博物館                              | 阿爾及爾，阿爾及利亞 |
| 2015年 | 第十屆澳門設計雙年展                     | 澳門回歸賀禮陳列館                            | 澳門，中國           |
| 2015年 | IEEE 數據視覺化研討會：藝術創作計劃聯展  | Leroy Neiman Center                           | 芝加哥，美國         |
| 2014年 | 零界限 ― 台灣創意新銳聯展                | 駐紐約臺北經濟文化辦事處                      | 紐約，美國           |
| 2013年 | 跨界：紐約視覺藝術學院電腦藝術碩士畢業展 | Visual Arts Gallery                           | 紐約，美國           |

### 書籍
- A1 2 ：江孟芝. . 臺灣: 平裝本. 2018-05-28. ISBN 9789869623636. （原始内容存档于2020-12-01） （中文（繁體））.

### 網頁
1. 1 2 3  萬年生. . 今周刊. 2017-11-15  [2019-09-07]. （原始内容存档于2021-01-26） （中文（繁體））.
2. ↑  洪玲玲. . 壹週刊. 2019-09-15  [2019-09-20]. （原始内容存档于2019-09-20） （中文（繁體））.
3. ↑  洪玲玲. . 壹週刊. 2019-09-15  [2019-09-20] （中文（繁體））.[]
4. 1 2  洪玲玲. . 壹週刊. 2019-09-15  [2019-09-20]. （原始内容存档于2020-08-13） （中文（繁體））.
5. ↑  梁惠明. . 康健雜誌. 2018-07-01 （中文（繁體））.
6. ↑  . 今周刊. 2017-11-15  [2020-10-03]. （原始内容存档于2020-02-22） （中文（繁體））.
7. ↑  吳柏軒. . 自由時報. 2016-11-15  [2019-08-30]. （原始内容存档于2019-08-30） （中文（繁體））.
8. ↑  . 師大新聞. 2018-07-04 （中文（繁體））.
9. ↑  . 蘋果日報. 2018-10-03  [2020-10-03]. （原始内容存档于2020-06-29） （中文（繁體））.
10. ↑  . 蘋果日報. 2018-10-14  [2020-10-03]. （原始内容存档于2018-11-03） （中文（繁體））.
11. ↑  . 中央通訊社. 2019-07-25  [2021-08-10]. （原始内容存档于2021-08-10） （中文（繁體））.
12. ↑  . 三立新聞網. 2019-10-26  [2021-08-10]. （原始内容存档于2021-08-10） （中文（繁體））.
13. ↑  . La Vie. 2019-10-05  [2020-07-14]. （原始内容存档于2020-11-27） （中文（繁體））.
14. ↑  劉星君. . 聯合報. 2020-06-11  [2020-07-14]. （原始内容存档于2020-12-22） （中文（繁體））.
15. ↑  翁禎霞. . 聯合報. 2020-01-30 （中文（繁體））.[]
16. ↑  . 自由時報. 2021-03-08  [2021-08-10]. （原始内容存档于2021-06-27） （中文（繁體））.
17. 1 2  謝文哲. . 鏡週刊. 2019-11-24  [2020-05-08]. （原始内容存档于2020-03-02） （中文（繁體））.
18. ↑  曹悅華. . 聯合報. 2018-08-29  [2019-08-31]. （原始内容存档于2019-09-15） （中文（繁體））.
19. ↑  陳致宇. . 今日新聞. 2018-08-23  [2020-10-08]. （原始内容存档于2020-10-11） （中文（繁體））.
20. ↑  李鴻典. . 三立新聞網. 2019-08-26  [2019-08-26]. （原始内容存档于2023-03-24） （中文（繁體））.
21. ↑  黃勝治. . CTWANT. 2019-08-27  [2019-08-27] （中文（繁體））.
22. ↑  謝文哲. . 鏡週刊. 2019-08-26  [2019-08-26]. （原始内容存档于2022-10-19） （中文（繁體））.
23. ↑  曹悅華. . 雜誌.   [2020-09-24].
24. ↑  Keoni Everington. . Taiwan News. 2018-08-28  [2020-12-13]. （原始内容存档于2020-11-07） （英语）.
25. ↑  陳祐誠、楊馨. . 中國時報. 2018-08-29  [2020-10-08]. （原始内容存档于2020-10-11） （中文（繁體））.
26. ↑  林芷湲. . newtalk. 2019-08-28  [2020-10-08]. （原始内容存档于2020-10-13） （中文（繁體））.
27. ↑  黃可昀. . ETtoday. 2019-11-24  [2020-05-08]. （原始内容存档于2022-10-19） （中文（繁體））. 她也附上8月29日親自到「特有生物研究保育中心」捐出25萬設計費的證書，這筆費用後來使用在石虎救傷野放，以及集集列車上頭彩繪的改善。
28. ↑  黃哲民. . ETtoday新聞雲. 2022-04-11  [2022-04-11]. （原始内容存档于2022-04-11）.
29. ↑  黃瀞瑩、張蕙纖. . TVBS. 2021-08-03  [2021-08-04]. （原始内容存档于2021-08-04） （中文（繁體））.
30. ↑  許凱彰. . ETtoday. 2021-08-03  [2021-08-05]. （原始内容存档于2021-08-05） （中文（繁體））.
31. ↑  楊詩涵. . 聯合報. 2021-08-03  [2021-08-04]. （原始内容存档于2021-08-05） （中文（繁體））.
32. ↑  蘇士亨、季志翔. . 中國時報. 2021-08-03  [2021-08-04]. （原始内容存档于2021-08-04） （中文（繁體））.
33. ↑  張有君. . 鏡週刊. 2021-08-03  [2021-08-04]. （原始内容存档于2021-08-04） （中文（繁體））.
34. ↑  陳昫蓁. . TVBS. 2021-08-03  [2021-08-04]. （原始内容存档于2021-08-04） （中文（繁體））.
35. ↑  黃任強. . CTWANT. 2021-08-03  [2021-08-04]. （原始内容存档于2021-08-04） （中文（繁體））.
36. ↑  周亭瑋. . ETtoday. 2021-08-03  [2021-08-04]. （原始内容存档于2021-08-04） （中文（繁體））.
37. ↑  吳玫穎. . 中國時報. 2021-08-03  [2021-08-04]. （原始内容存档于2021-08-04） （中文（繁體））.
38. ↑  莊琇閔. . 鏡週刊 Mirror Media. 2021-10-31  [2021-11-01]. （原始内容存档于2021-11-01） （中文（繁體））.
39. ↑  莊琇閔. . 鏡週刊 Mirror Media. 2021-10-31  [2021-11-01]. （原始内容存档于2021-11-04） （中文（繁體））.
40. ↑  莊琇閔. . 鏡週刊 Mirror Media. 2021-10-31  [2021-11-01]. （原始内容存档于2021-11-04） （中文（繁體））.
41. ↑  莊琇閔. . 鏡週刊 Mirror Media. 2021-10-31  [2021-11-01]. （原始内容存档于2021-11-04） （中文（繁體））.
42. ↑  林立麗. . IOH. 2018-06-03  [2022-01-06]. （原始内容存档于2020-09-20） （中文（繁體））.
43. ↑  郭芷瑄. . 中央社. 2018-12-21  [2020-05-08]. （原始内容存档于2018-12-21） （中文（繁體））.
44. ↑  . A' Design Award and Competition.   [2021-06-16]. （原始内容存档于2021-06-24） （美国英语）.
45. ↑  . INDIGO.   [2021-06-16]. （原始内容存档于2021-06-29） （美国英语）.
46. ↑  . INDIGO.   [2021-06-16]. （原始内容存档于2021-06-27） （美国英语）.
47. ↑  . iF World Design Guide.   [2021-06-16]. （原始内容存档于2021-06-24） （美国英语）.
48. ↑  . IDA DESIGN AWARDS.   [2021-06-16]. （原始内容存档于2021-06-29） （美国英语）.
49. 1 2  . 中央通訊社. 2020-08-12  [2020-10-03]. （原始内容存档于2020-10-31） （中文（繁體））.
50. ↑  . GOOD DESIGN AWARD. 2020-10-01  [2020-10-03]. （原始内容存档于2021-04-15） （中文（繁體））.
51. ↑  . 聯合報. 2020-06-11  [2020-07-14]. （原始内容存档于2020-12-22） （中文（繁體））.
52. ↑  . 中央通訊社. 2020-05-03  [2020-05-05]. （原始内容存档于2020-05-16） （中文（繁體））.
53. ↑  . 中央通訊社. 2020-04-28  [2020-05-05]. （原始内容存档于2020-05-08） （中文（繁體））.
54. ↑  . 中央通訊社. 2020-09-07  [2020-10-03]. （原始内容存档于2020-10-18） （中文（繁體））.
55. ↑  . MUSE CREATIVE AWARDS.   [2020-05-05]. （原始内容存档于2021-01-18） （美国英语）.
56. ↑  . 2019 SCA （美国英语）.[永久]
57. ↑  . A'DESIGN AWARD & COMPETITION.   [2020-05-05]. （原始内容存档于2017-02-02） （美国英语）.
58. ↑  . IDA DESIGN AWARDS （美国英语）.
59. 1 2  . 视觉同盟 （中文（简体））.
60. ↑  . 中央通訊社. 2015-11-11 （中文（繁體））.
61. ↑  . 師大新聞. 2019-06-19  [2020-05-05]. （原始内容存档于2020-09-26） （中文（繁體））.
62. ↑  . 中央通訊社. 2018-12-21  [2020-05-08]. （原始内容存档于2018-12-21） （中文（繁體））.
63. ↑  . Brooklyn College. 2017-10-06  [2020-05-11]. （原始内容存档于2021-01-23） （美国英语）.
64. ↑  . 世界日報. 2017-04-07  [2020-05-11]. （原始内容存档于2017-04-15） （中文（繁體））.
65. ↑  . Brooklyn College. 2016-12-26  [2020-05-11]. （原始内容存档于2019-12-19） （美国英语）.
66. ↑  . A' Design Award & COMPETITION.   [2020-05-11]. （原始内容存档于2020-07-07） （美国英语）.
67. ↑  . Al Arabiya. 2015-09-03 （阿拉伯语）.
68. ↑  . 中央通訊社. 2015-09-12 （中文（繁體））.
69. ↑  . 大紀元. 2014-12-10 （中文（繁體））.
70. ↑  . MFA COMPUTER ARTS DEPARTMENT IS DEDICATED TO PRODUCING DIGITAL ARTISTS OF THE HIGHEST CALIBER. 2013-05-18 （美国英语）.[]

## 外部連結
- 官方网站
- 江孟芝的Facebook專頁
- 江孟芝的Instagram帳戶
- 江孟芝的X（前Twitter）
- YouTube上的江孟芝頻道
- 江孟芝的Medium （页面存档备份，存于）